# Liste der Biografien/Gv
Liste der Biografien |
Portal Biografien |
Personensuche
# |
A |
B |
C |
D |
E |
F |
G |
H |
I |
J |
K |
L |
M |
N |
O |
P |
Q |
R |
S |
T |
U |
V |
W |
X |
Y |
Z |
?
 
Ga |
Gb |
Gc |
Gd |
Ge |
Gf |
Gh |
Gi |
Gj |
Gk |
Gl |
Gm |
Gn |
Go |
Gp |
Gq |
Gr |
Gs |
Gu |
Gv |
Gw |
Gy |
Gz
Die Liste der Biografien führt alle Personen auf, die in der deutschsprachigen Wikipedia einen Artikel haben. Dieses ist eine Teilliste mit 9 Einträgen von Personen, deren Namen mit den Buchstaben „Gv“ beginnt.

## Gv

### Gva
- Gvarda, Ban des mittelalterlichen Königreiches Kroatien
- Gvardiol, Joško (* 2002), kroatischer FußballspielerJoško Gvardiol (* 2002)

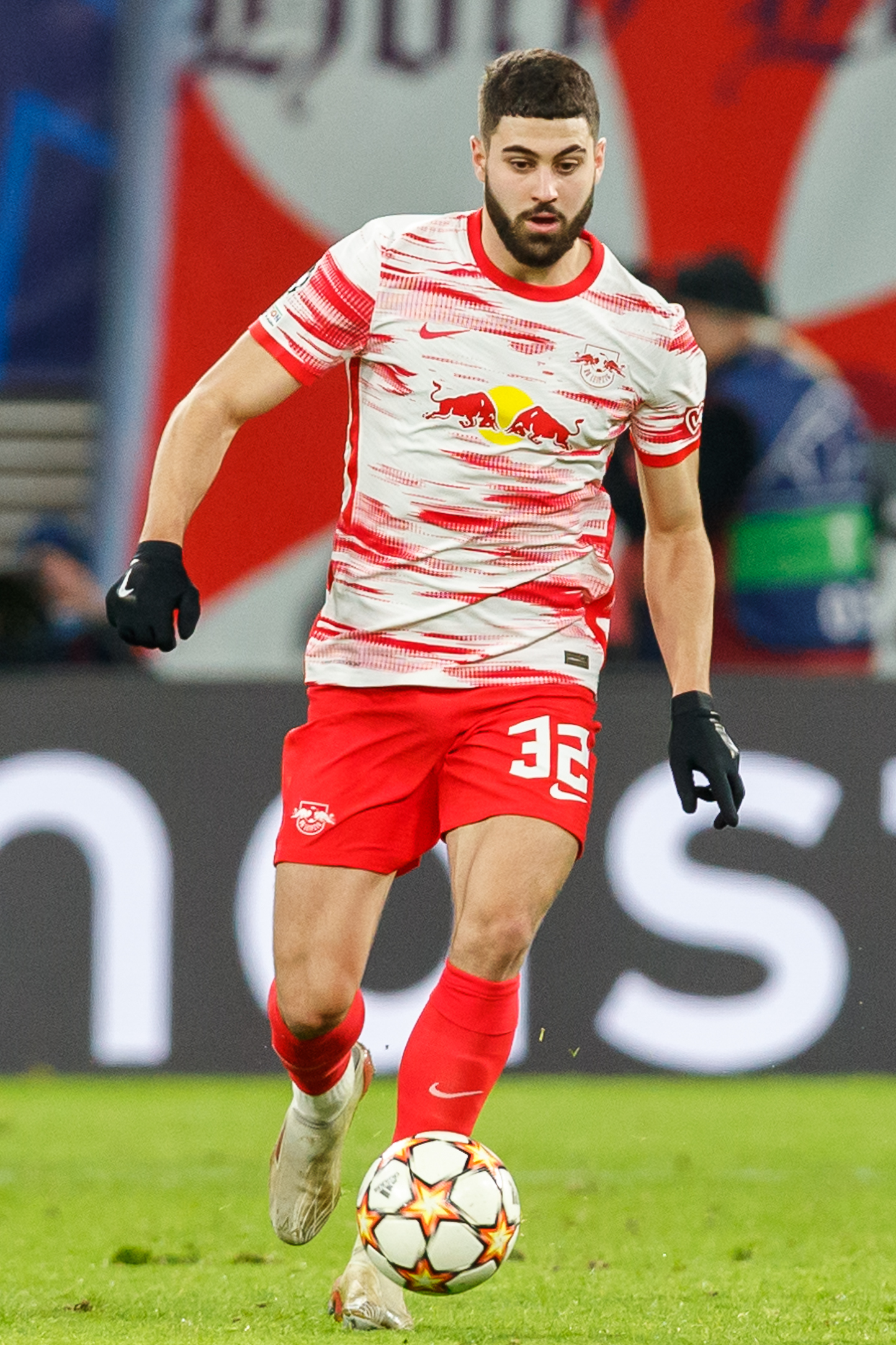
Joško Gvardiol (* 2002)

- Gvazava, Eteri (* 1969), russische Opernsängerin (Sopran)

### Gve
- Gvelesiani, Irodion (* 1956), georgischer Bildhauer
- G'Vera, Ivan (* 1959), tschechisch-US-amerikanischer Schauspieler
- Gvero, Vojislav (* 1998), serbischer Hammerwerfer

### Gvi
- Gvildys, Darius (* 1970), litauischer Fußballspieler und -trainer
- Gvildys, Gustavas (1901–1945), litauischer Fußballspieler
- Gvildys, Villys (* 1906), litauisch-deutscher Fußballtorhüter